# Premeischl
Premeischl ist ein Ortsteil der Gemeinde Schönthal im Landkreis Cham des Regierungsbezirks Oberpfalz im Freistaat Bayern.

## Geografie
Premeischl liegt an der Staatsstraße 2150, 3,3 Kilometer nordwestlich von Schönthal.

## Geschichte
Der Ortsname Premeischl (auch: Premaevssel, Peremevzzel, Premaevsel, Obernpremayschel, Premaysschel, Premaischl, Oberpremeischl, Obern Premeuschl, Obern Premeüschl, Oberpremaischel) stammt von dem slawischen Namen Přemysl ab. Er deutet auf die frühe slawische Besiedlung der Region hin.
Im 12. Jahrhundert hatte das Geschlecht der Altendorfer-Leonberger Lehensträger in Premeischl. 1261 schenkte Alheidis de Plerperch einen Hof in Premeischl dem Kloster Schönthal. 1281 wurden vier Höfe in Premeischl an das Kloster übergeben.  1285, 1296 und 1305 erhielt das Kloster Zehentrechte in Premeischl. Im 14. Jahrhundert besaßen die Warberger Zehentrechte in Premeischl. Im Verzeichnis der Erträge des Klosters Schönthal von 1429 wurde Premeischl aufgeführt. 1505 verkaufte Jorg Rornstetter von der Rornstatt 5 Güter in Premeischl an seinen Herrn Heinrich von Gutenstein zu Schwarzenburg. Diese Güter hatten zuvor zur Herrschaft Treffelstein gehört.
1509 wurde das Pflegamt Rötz (auch: Kastenamt Rötz, Graffschafft Schwartzenburg) gebildet.
In einem Salbuch des Pflegamts Rötz aus dem Jahr 1522 erschien neben vielen anderen Orten auch Premeischl. In einem Verzeichnis aus dem Jahr 1588 wurde Premeischl als zur Frais (= Hochgericht) des Amtes Schwartzenburg (= Rötz) verzeichnet. In der Steueranlage von 1630 wurde das Pflegamt Rötz in vier Viertel eingeteilt. Dabei gehörte Premeischl zum 2. Viertel.
1505 wurde Premeischl mit Geldabgaben verzeichnet. 1522 wurden für Premeischl 5 Amtsuntertanen und 4 Untertanen der Schlüsselfelder aufgeführt. 1588 hatte Premeischl 4 Höfe, 3 Güter, 5 Sölden, 1 Mühle und 3 Inwohner. 1596 gehörten in Premeischl 1 Sölde und 1 Mühle mit 2 Gängen zum Kloster Schönthal.
1622 gab es in Premeischl 1 Mühle und 12 Mannschaften. 1630 hatte Premeischl 4 Höfe, 4 Güter, 1 Mühle (Pölchesmühl), 2 Sölden, 1 Söldengütl, 2 bloße Häusl, 4 Inwohner. Zur Hofmark Treffelstein: 1 Hof, 1 Söldengütl, 1 kleines Gütl, 1 Tafern. Zur Hofmark Schönthal: 1 Mühle, 1 Sölde. 1766 wurden in Premeischl 14 Anwesen aufgeführt: 3 Höfe, 1 Mühle, 3 Güter, 5 Sölden, 2 Häusl. Hinzu kamen zur Hofmark Schönthal gehörend 7 Anwesen: 1 Hof, 1 Mühle, 3 Güter, 2 Sölden. 1779 verkaufte Johann Nepomuk von Reisach 5 Güter in Premeischl an Joseph Ferdinand Voith von Voithenberg auf Herzogau. Diese wurden 1789 dem Besitzkomplex Gut Arnstein angegliedert. 1792 hatte Premeischl 19 Anwesen, 13 Pflegamtsuntertanen. Zusätzlich zur Hofmark Arnstein und Hiltersried 5 Anwesen und zur Hofmark Schönthal 1 Anwesen.
Im Jahr 1804 wurde im Verlauf der Verwaltungsneugliederung Bayerns das Landgericht Waldmünchen errichtet. Das Pflegamt Rötz wurde dabei aufgelöst und dem neugebildeten Landgericht zugeordnet.
1808 wurden für Arnstein und Premeischl 34 Anwesen aufgeführt und zusätzlich zum Gut Arnstein 15 Anwesen. Außerdem gab es ein Schloss mit Wirtschaftsgebäuden, dessen Inhaber Joseph Freiherr von Voithenberg war. Weiter gab es 1 Hüthaus, 2 Mühlen, 3 Weber und 1 Bierschenkgerechtigkeit.
1808 wurde die Verordnung über das allgemeine Steuerprovisorium erlassen. Mit ihr wurde das Steuerwesen in Bayern neu geordnet und es wurden Steuerdistrikte gebildet. Dabei wurde Premeischl Steuerdistrikt. Der Steuerdistrikt Premeischl bestand aus den Dörfern Arnstein und Premeischl, den Weilern Berndorf und Trobelsdorf und der Einöde Eglshöf.
1820 wurden im Landgericht Waldmünchen auf Basis des Gemeindeedikts von 1818 Ruralgemeinden gebildet. Dabei wurde Premeischl mit 33 Familien Ruralgemeinde. Zur Ruralgemeinde Premeischl gehörte neben Premeischl das Dorf Arnstein mit 22 Familien und die Einöde Bockesmühl mit 2 Familien.
1978 wurde die Gemeinde Premeischl in die Gemeinde Schönthal eingegliedert.
Premeischl gehört zur Pfarrei Hiltersried. 1997 hatte Premeischl 182 Katholiken.

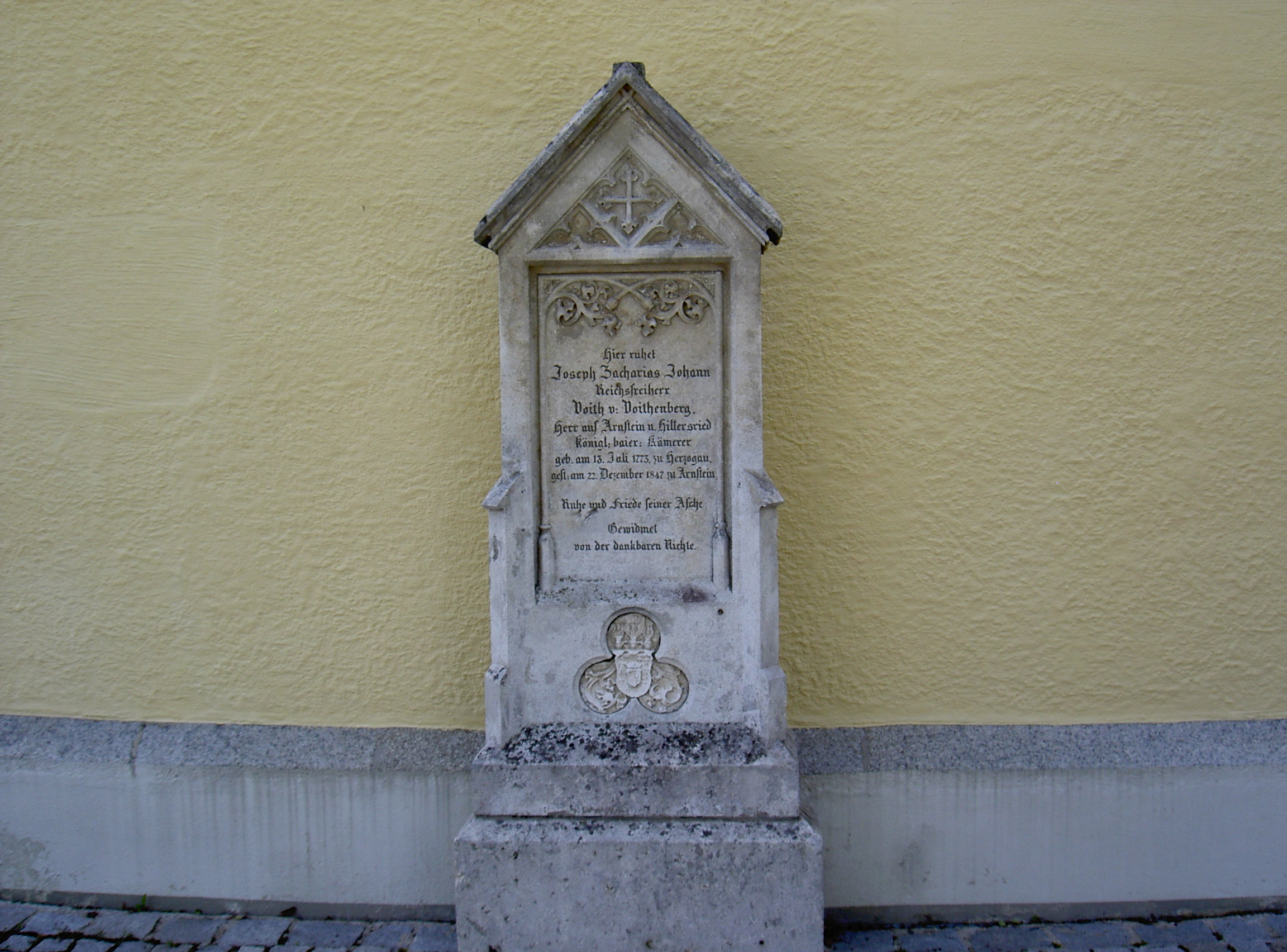
Grabstein von Joseph Zacharias Johann Voith von Voithenberg, Herr auf Arnstein, an der Kirche in Hiltersried

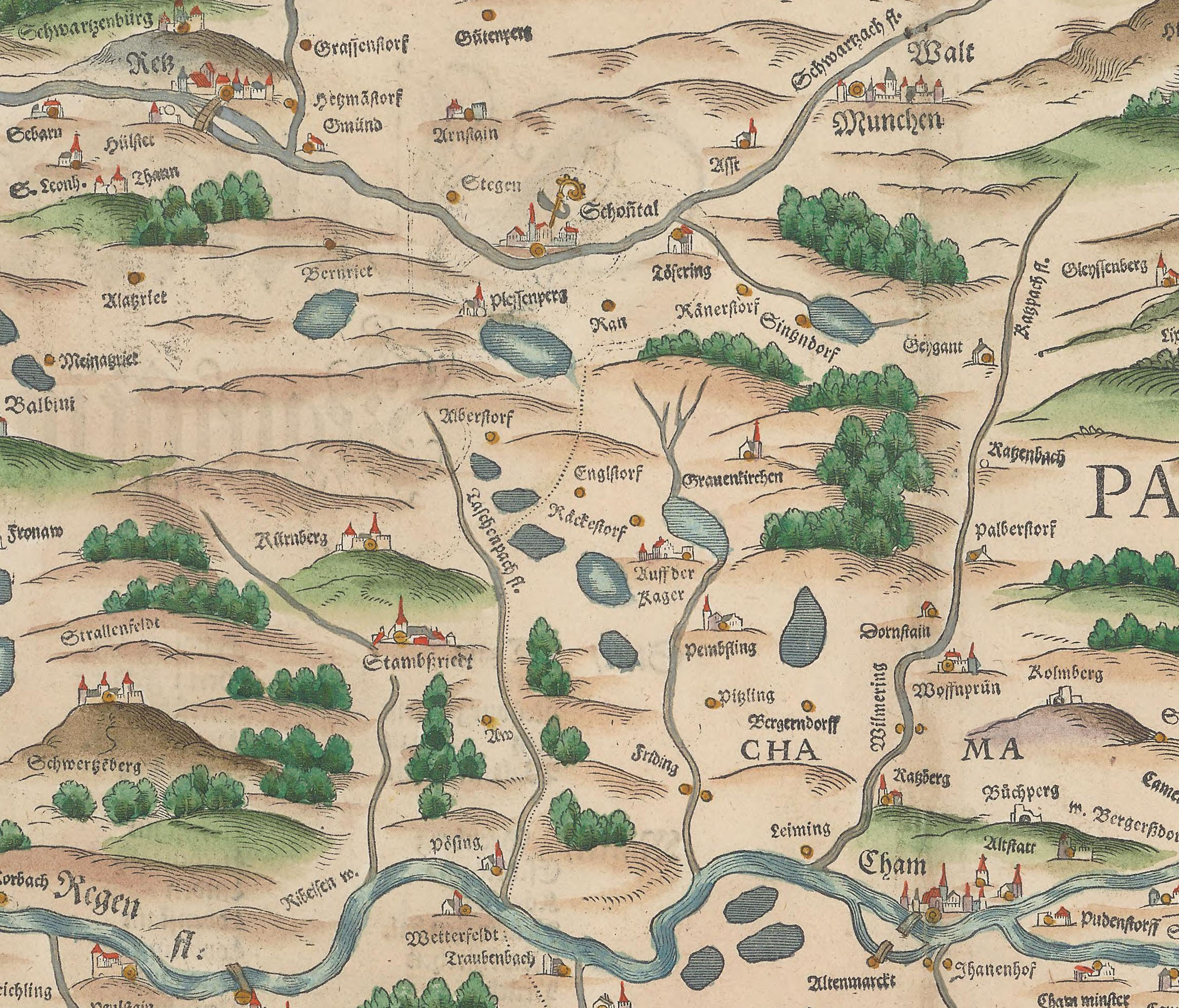
Arnstein auf der Apian-Karte von 1568

## Arnstein
Arnstein (auch: Orenstein, Ornstain, Orennstein, Arnstain) war eine Burg auf einem kleinen Hügel (ungefähr 10 Meter hoch) in einer Schleife des Mühlbaches nördlich von Premeischl. Sie wurde im 12. Jahrhundert als Eigentum von Siboto de Arnstein erstmals schriftlich erwähnt. Nach und nach entwickelte sich um die Burg herum eine kleine Ortschaft, die sich im Laufe der Zeit mit dem sich ebenfalls ausbreitenden Premeischl vereinigte. Arnstein war 1563 erstmals als Landsassengut nachweisbar.
1467, 1469 und 1474 wurde Ulrich Kradem als Besitzer der Burg verzeichnet. Sie ging dann an dessen Tochter Katharina über, die den Besitz an Heinrich von Plauen verkaufte. Weitere Besitzer von Arnstein waren Jobst Schlüsselfelder (1504), Heinrich von Gutenstein (1509), die Pfalzgrafen Ludwig V. (Pfalz) und Friedrich II. (Pfalz) (1516), Ursula Reschin, Lorenz von Sparnberg zum Arnstain (1563), Wolff Erber (1569), Jeremias Puchner (1575), Erasmus Prenner (1585), Hans Georg Pülgel (1587), Hans Jacob Lindthart (1598), Jakob Lindharts Erben (1611), Sebastian Kolb (1615), Veit Hanns Sauerzapf (1624), Hanns Christoph von Lerchenfeld (1629), Thomas Kronacher (1646), Hanns Christoph Kronacher (1671), Christoph Andrä von Leoprechting (1674), Johann Michael Weißmann (1696), Johann Christoph Adam Weißmann von Weissenstein (1728), dessen Witwe Anna Franziska (1767), Christoph Leonhard Weißmann von Weissenstein (1777), dessen Geschwister Rosina von Löw, Maria Anna von Satzenhofen, Maria Jakob von Michel, Barbara von Schrenk und Heinrich von Weissenstein (1789).
1789 kaufte Joseph Ferdinand Voith von Voithenberg zu Herzogau das Gut Arnstein. Nach seinem Tod gelangte das Gut 1798 bei der Erbteilung in den Besitz seines Sohnes Joseph Zacharias Johann Voith von Voithenberg (* 13. Juli 1773 in Herzogau; † 22. Dezember 1847 in Arnstein). Mit dem Übergang in den Besitz der Familie Voith von Voithenberg wurden in Arnstein die hergebrachten Landsassenrechte, insbesondere die Grundherrschaft und die niedere Gerichtsbarkeit wieder ausgeübt. Das Gut nannte sich nun Hofmark Arnstein und Hiltersried, inkorporiert nach Herzogau. Zu Arnstein gehörten 48 einschichtige Untertanen in Hiltersried, Voitsried, Hermannsbrunn, Premeischl und Fahnersdorf. Diese waren teilweise schon 1779 von der Hofmark Treffelstein an Herzogau verkauft worden. Für diesen Transfer fehlte jedoch der landesherrliche Konsens. Joseph Ferdinand Voith von Voithenberg konnte dieses Problem bis zu seinem Tod nicht lösen und seine Erben setzten seine Bemühungen darum fort. Eine Klärung gelang erst im 19. Jahrhundert.
1792 hatte Arnstein 8 Anwesen, 30 Anwesen in Hiltersried, 5 Anwesen in Premeischl, 1 Anwesen in Hermannsbrunn, 1 Anwesen in Fahnersdorf, 2 Anwesen in Voitsried.
1830 wurde Johann Nepomuk Zacharias Voith von Voithenberg die Umwandlung in ein Patrimonialgericht II. Klasse genehmigt. Es folgten langwierige juristische Auseinandersetzungen, Beschwerden und Prozesse mit dem Innenministerium der Regierung des Regenkreises, die schließlich 1848 mit der Aufhebung der Patrimonialgerichtsbarkeit in Bayern durch Gesetz vom 4. Juni 1848 ein Ende fanden.

## Einwohnerentwicklung ab 1820
Arnstein war zunächst eine von Premeischl getrennte Ortschaft und wurde 1820, 1838 und 1861 noch gesondert verzeichnet. Danach wurde Arnstein nicht mehr getrennt von Premeischl aufgeführt.
|      | zu Premeischl | zu Premeischl | zu Arnstein | zu Arnstein   |
| Jahr | Einwohner     | Gebäude       | Einwohner   | Gebäude       |
| ---- | ------------- | ------------- | ----------- | ------------- |
| 1820 | 33 Familien   | k. A.         | 22 Familien | k. A.         |
| 1838 | 179           | 21            | 82          | 13            |
| 1861 | 109           | 78            | 130         | zu Premeischl |

| Jahr | Einwohner | Gebäude |
| ---- | --------- | ------- |
| 1871 | 213       | 128     |
| 1885 | 206       | 37      |
| 1900 | 213       | 40      |
| 1913 | 221       | 37      |
| 1925 | 195       | 36      |

| Jahr | Einwohner | Gebäude |
| ---- | --------- | ------- |
| 1950 | 200       | 36      |
| 1961 | 168       | 36      |
| 1970 | 191       | k. A.   |
| 1987 | 188       | 43      |
| 2011 | 152       | k. A.   |

## Tourismus und Sehenswürdigkeiten
An der Nordwestecke von Premeischl befindet sich der mittelalterlicher Burgstall Arnstein mit archäologischen Befunden des abgegangenen frühneuzeitlichen Schlosses „Arnstein“. Er ist mit einem landwirtschaftlichen Anwesen überbaut. Denkmalnummer D-3-6641-0007.
Am Osthang des Burghügels befindet sich ein mittelalterlicher Erdstall, Denkmalnummer D-3-6641-0076. Östlich daneben steht ein Hofkreuz, Dreinageltypus mit Marienfigur aus Holz aus dem 19. Jahrhundert, Denkmalnummer D-3-72-157-16.
Ungefähr 1,4 Kilometer nordwestlich von Premeischl befindet sich eine mesolithische Freilandstation Denkmalnummer D-3-6641-0078.
Etwa 1,3 Kilometer westlich von Premeischl erstreckt sich in Nord-Süd-Richtung ein ausgedehntes mittelalterliches und frühneuzeitliches Goldabbaurevier mit Gruben, Gräben und Halden, Denkmalnummer D-3-6641-0043.